# Abel Velilla Sarasola
Abel Velilla Sarasola (1901, Pamplona-1982, Tijuana) fue un político y abogado español exiliado en México. 

## Biografía
Era afiliado la masonería y miembro del Partido Republicano Federal, del que lideró el sector partidario del activismo y la agitación revolucionaria. Al proclamarse la Segunda República Española fue elegido concejal del Ayuntamiento de Barcelona (1931-1933) y diputado en las cortes de la República en las elecciones generales españolas de 1933 hasta 1936.
Fue magistrado del Tribunal Supremo y defendió a muchos de los inculpados en los hechos del seis de octubre de 1934. Durante la guerra civil española fue miembro de la comisión jurídica asesora del Ministerio de Justicia. En 1939 se exilió, y en 1942 llegó a Veracruz (México) a bordo del Sao Thomé.

## Obras
- Una gran injusticia social. El proceso Guiot-Climent (1931)